# Adad-nirari III
Adad-nirari III (... – 783 a.C.) è stato un sovrano assiro.
Il suo nome è più correttamente reso in trascrizione come Adad-nīrārī, "Adad (= il dio della tempesta) è il mio aiuto".
Salito al potere durante il periodo neo-assiro, Adad-nirari III proseguì la linea condotta dai suoi predecessori di conquista verso Babilonia; il forte influsso di questa civiltà, in particolare del suo veneratissimo dio Nabu, portò il sovrano assiro, forse anche su influenza della madre, Shammuramat, a dedicare un tempio a questa divinità - benché straniera, ma ormai popolare anche in Assiria - nelle città di Nimrud e Ninive. Durante il suo regno venne anche compilata la cosiddetta Storia sincronica, da cui sono desunte la maggior parte delle informazioni sui sovrani assiri.